# Ludwig Martin Rampfl

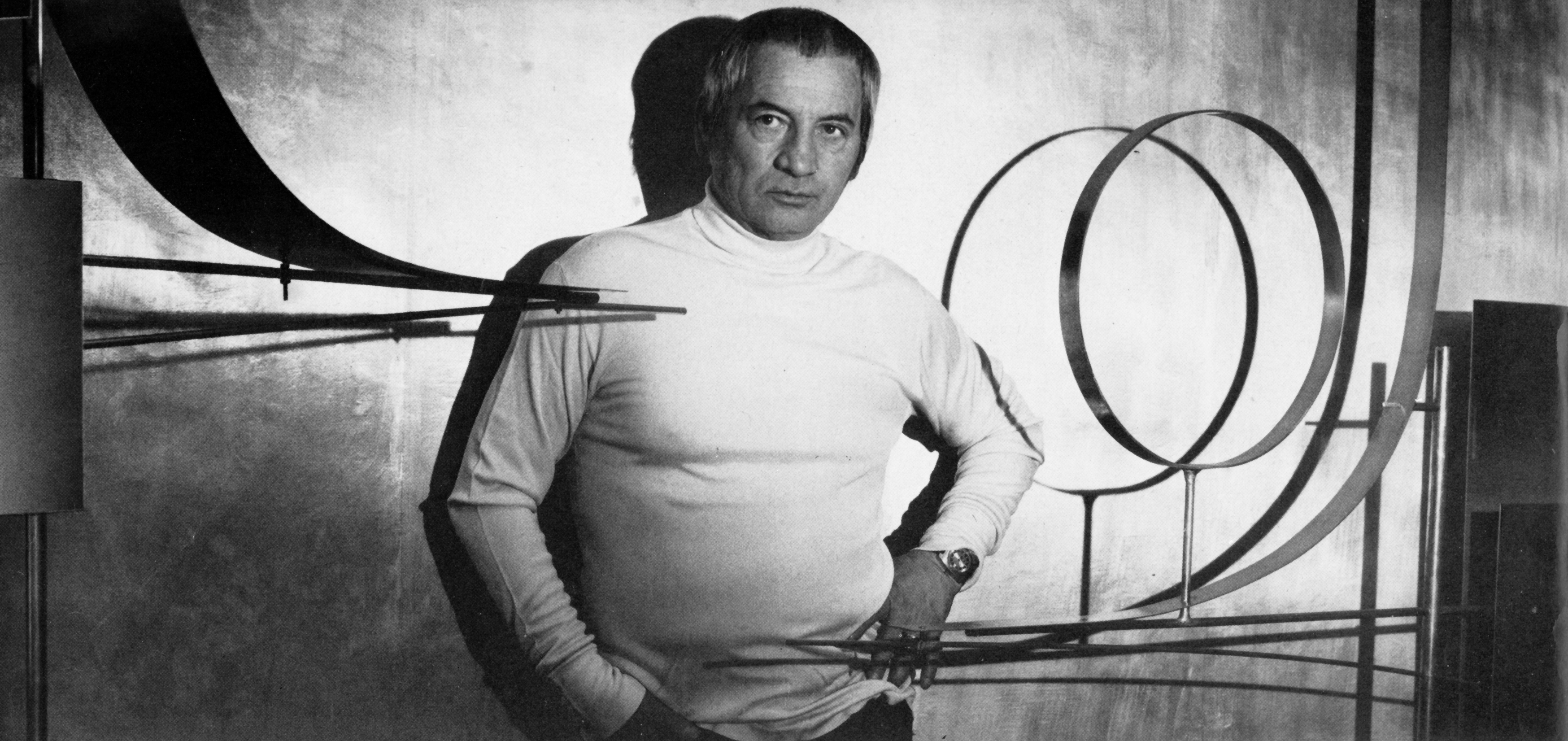
Ludwig Martin zwischen seinen Objekten

Ludwig Martin Rampfl (* 14. Mai 1913; † 13. November 1999) war ein deutscher Maler und Bildhauer. Sein Werk besteht hauptsächlich aus abstrakter Malerei, Porträts, Lichtmalerei und Objekten. Er nannte sich später Ludwig Martin, womit er auch ab 1958 signierte.

## Leben
Sein Kunststudium absolvierte er an der Staatlichen Malschule bei Hugo Troendle und der Akademie der Bildenden Künste München. Nach sechsjähriger Unterbrechung durch die Kriegsjahre erregten seine ersten Ausstellungen Interesse und Anerkennung in der Öffentlichkeit. In der Folge hatte er Ausstellungen im In- und Ausland.
Er fand den Weg von der gegenständlichen Malerei – er war ein Porträtmaler – zur Abstraktion. In der Sehnsucht nach leuchtender Farbe entstand die Lichtmalerei. Martin entwickelte Spannungsfelder zwischen Farbe und Linie, was sich auch in seinen Metallbildern feststellen lässt, die zu den kinetischen Objekten überleiten.
1950 war er Gründer der Künstlergruppe Pavillon. 1961 bekam er einen Franz-Roh-Preis, Anerkennungspreis der Prinzregent-Luitpold-Stiftung.
Rampfl lebte und arbeitete in München und Puchheim.

## Einzelausstellung (Auswahl)
- 1956 Pavillon des  Schutzverbandes Bildender Künstler
- 1972 Casa München
- 1973 MBB München
- 1981 Bürgerhaus Garching
- 1985 Rathaus Puchheim
- 1948/49/50 Städtische Galerie München
- 1958 Kunstverein München
- 1959/60/61 Haus der Kunst München
- Wandgestaltungen, Brunnen und Bäder für das Hilton Mainz,
- Auslandsausstellungen in Turin, Paris, Nizza, Luzern

## Galerie

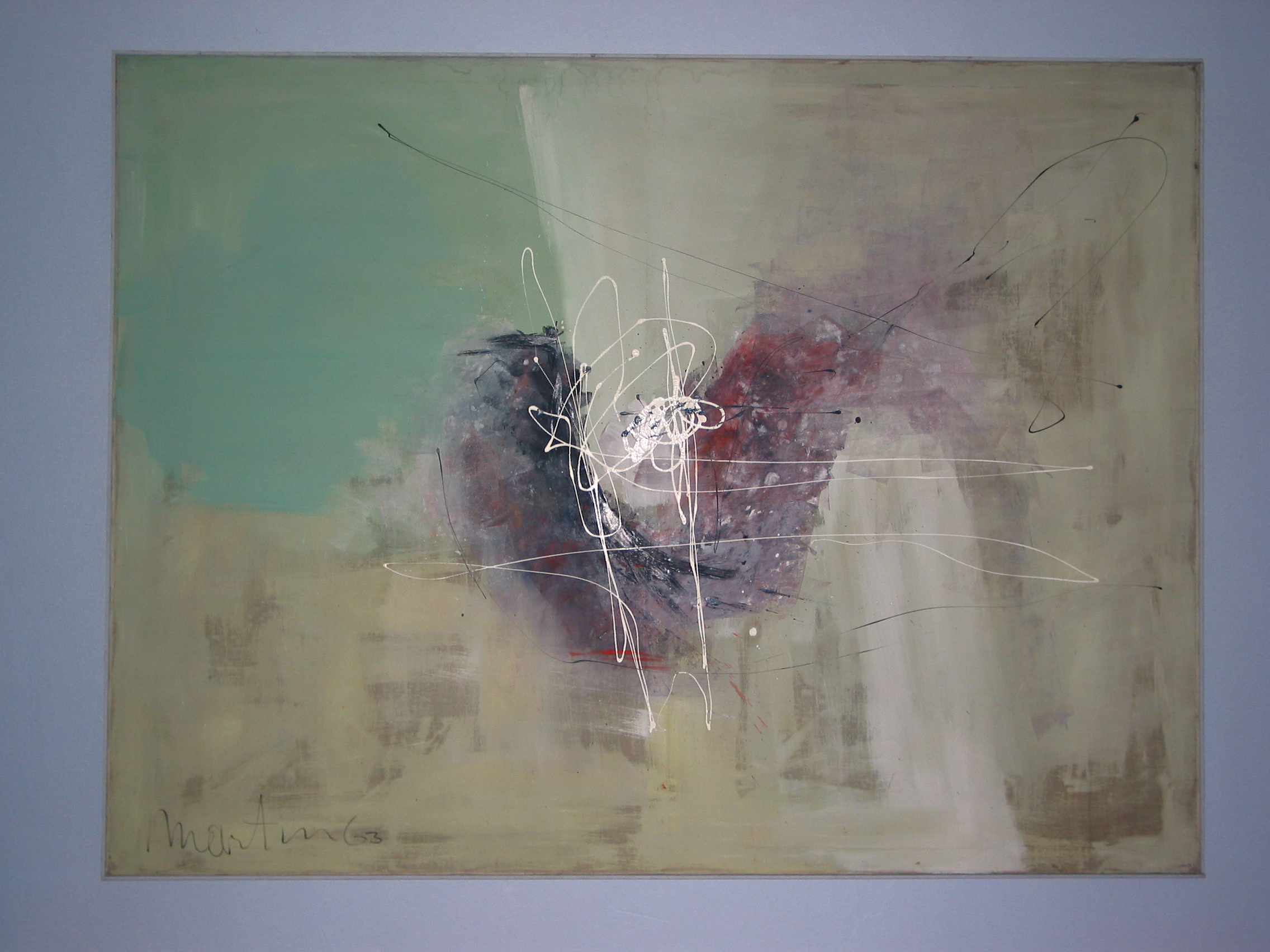
Ludwig Martin Öl auf Leinwand 1963
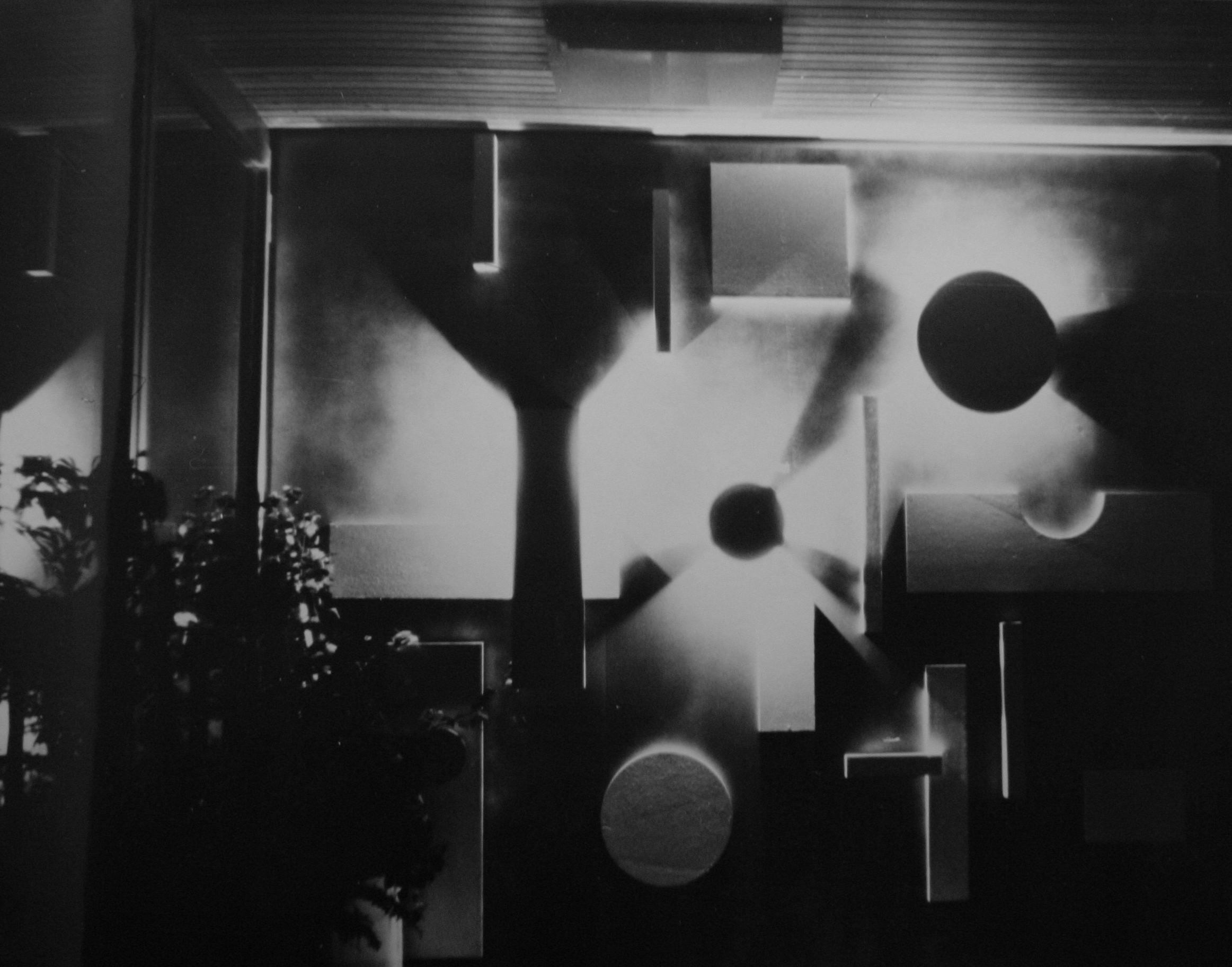
Objekt- und Lichtgestaltung Grundschule Puchheim
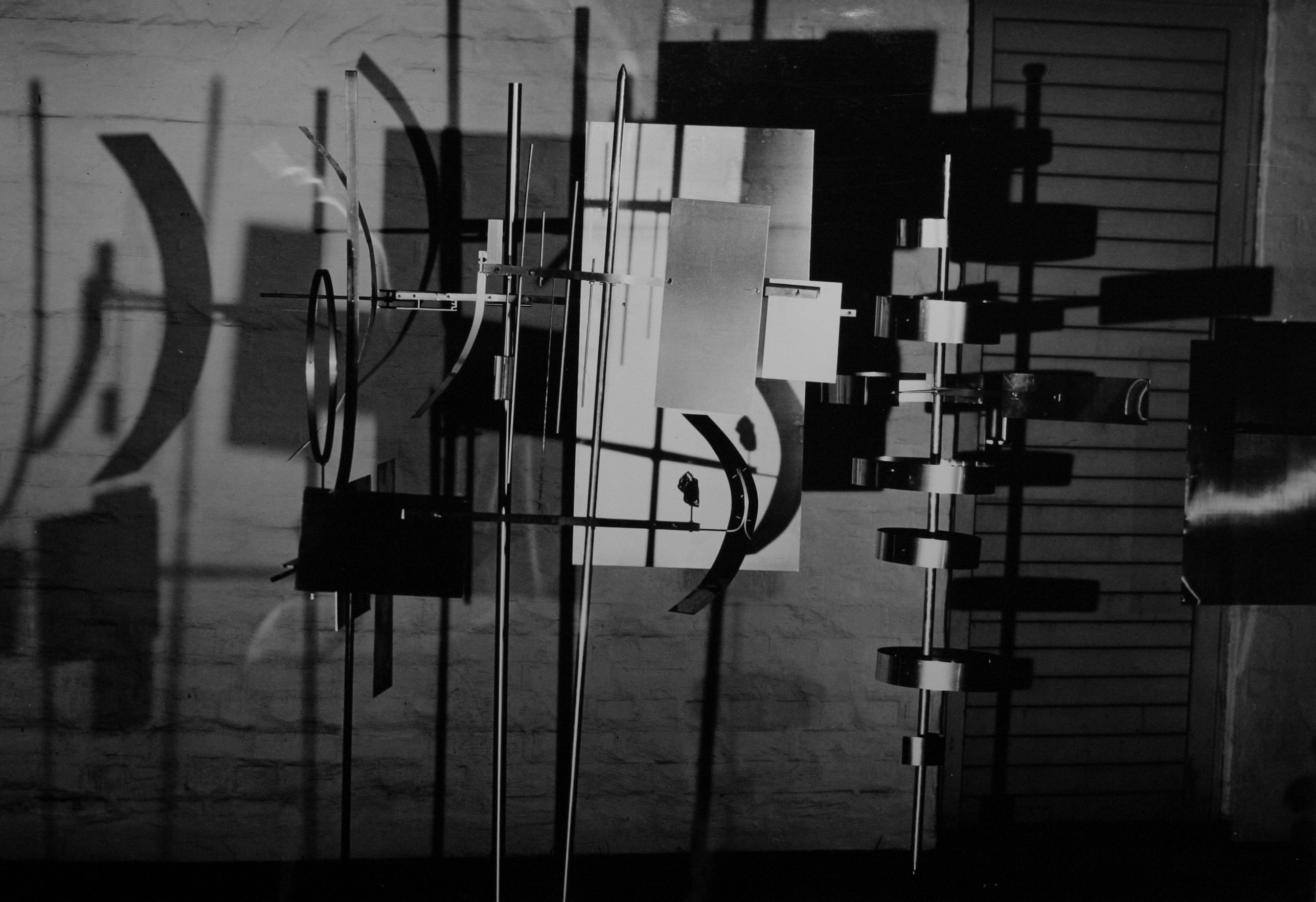
Kinetische Objekte und Lichtgestaltung
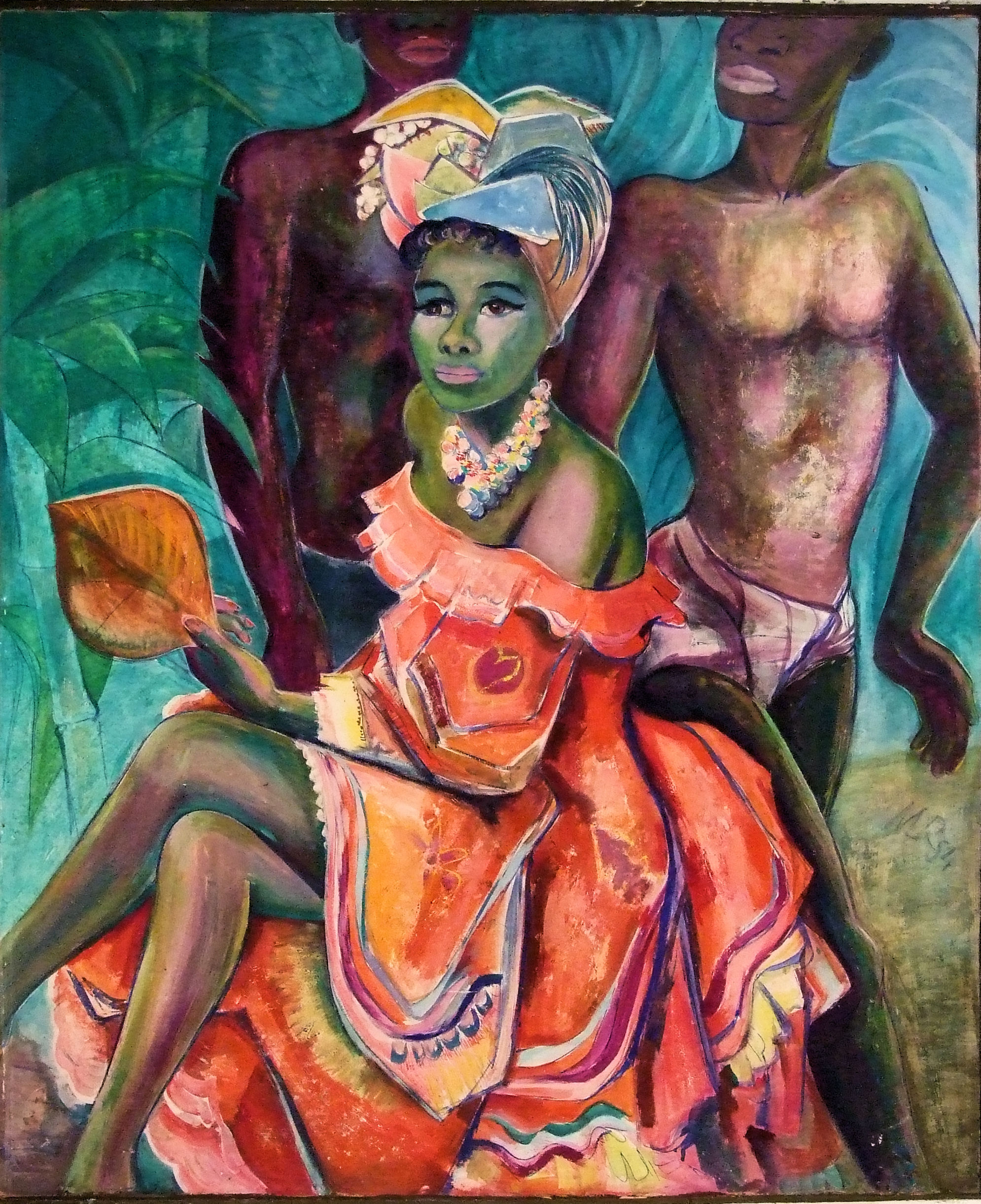
Porträt Katherine Dunham
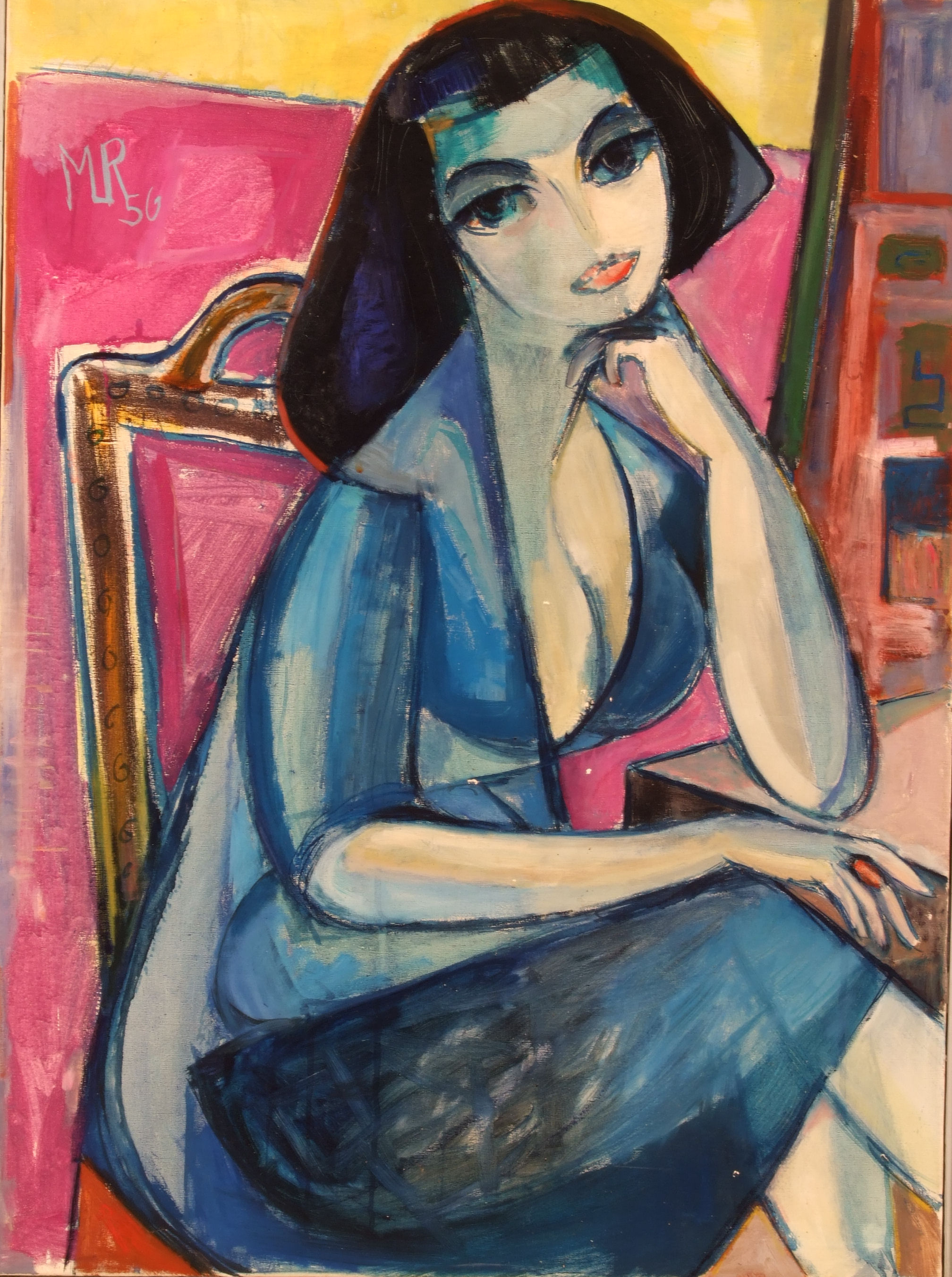
Ludwig Martin 2. Ehefrau Dagmar
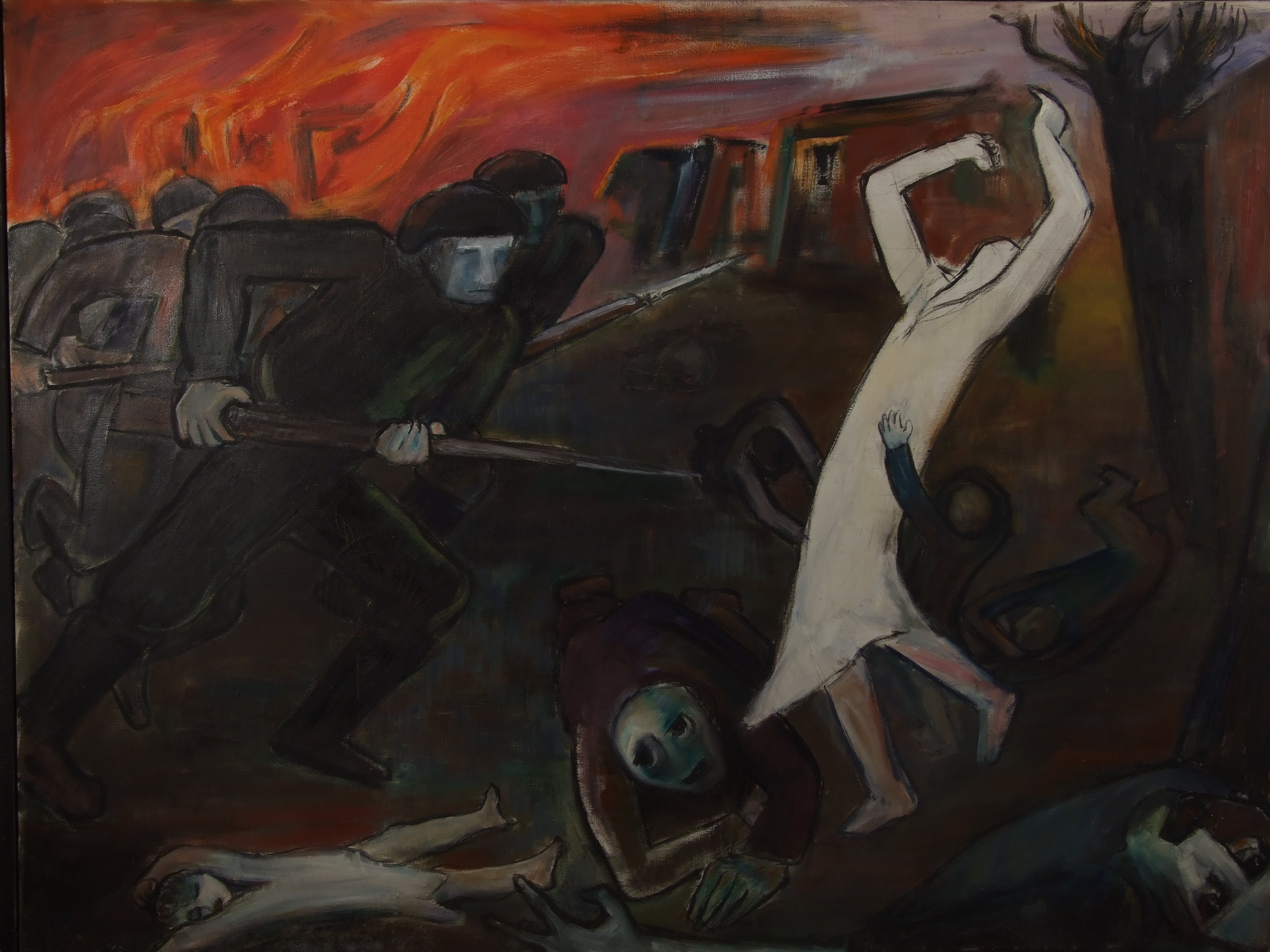
Mittelteil Triptychon Stalingrad
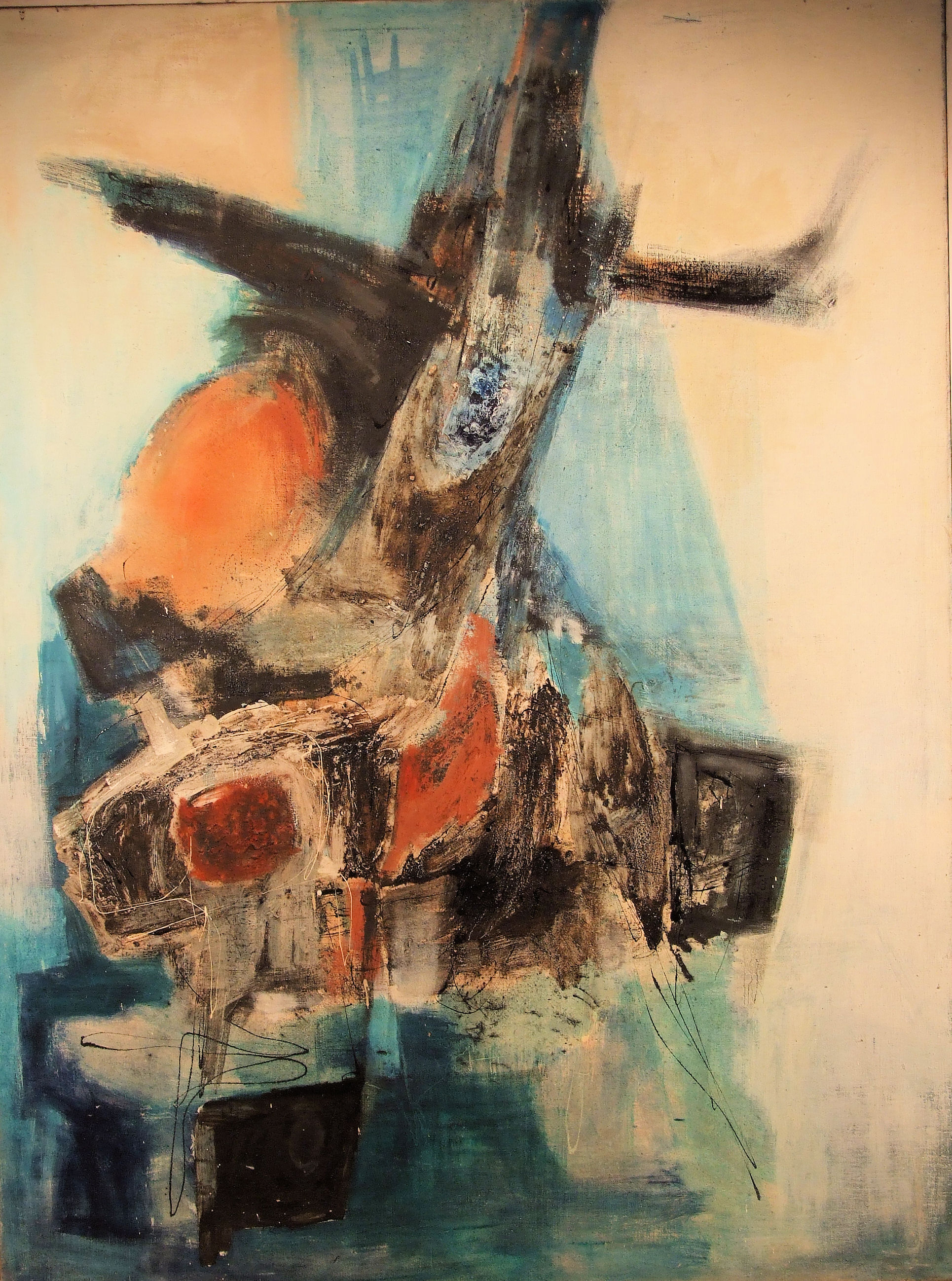
Öl auf Leinwand 1957